# The Eleventh Hour
The Eleventh Hour é o quarto álbum de estúdio da banda Jars of Clay, lançado a 5 de Março de 2002. 
A banda arrecadou o terceiro Grammy Award, na categoria Best Pop/Contemporary Gospel Album.
O disco atingiu o nº 28 da Billboard 200, o nº 3 do Top Contemporary Christian e o nº 15 do Top Internet Albums.

## Faixas
1. "Disappear" - 3:56
2. "Something Beautiful" - 3:46
3. "Revolution" - 3:42
4. "Fly" - 3:20
5. "I Need You" - 3:40
6. "Silence" - 5:17
7. "Scarlet" - 3:32
8. "Whatever She Wants" - 3:43
9. "The Eleventh Hour" - 4:27
10. "These Ordinary Days" - 3:04
11. "The Edge of Water" - 3:54

## Créditos
- Dan Haseltine – Vocal, percussão
- Matt Odmark – Guitarra acústica
- Stephen Mason – Guitarra elétrica
- Charlie Lowell – Piano, teclados